# Aur Gading (Batin Xxiv)
Aur Gading is een bestuurslaag in het regentschap Batang Hari van de provincie Jambi, Indonesië. Aur Gading telt 1592 inwoners (volkstelling 2010).